# Габсбург, Рудольф фон
Рудольф Австрийский (нем. Rudolph, Erzherzog von Österreich, при рождении Рудольф Сурингус Питер Карл Франц Иосиф Роберт Отто Антониус Мария Пий Бенедикт Игнатий Лаврентий Юстилиан Маркус д’Авиано фон Габсбург-Лотарингский (нем. Rudolph Syringus Peter Karl Franz Joseph Robert Otto Antonius Maria Pius Benedikt Ignatius Laurentius Justiniani Marcus d'Aviano, Erzherzog von Österreich); 5 сентября 1919, Пранжен, Швейцария — 15 мая 2010, Брюссель) — австрийский эрцгерцог из династии Габсбургов, младший сын императора Карла I и Циты Бурбон-Пармской.

## Биография
Эрцгерцог Рудольф родился 5 сентября 1919 года в семье уже свергнутого к тому времени австрийского императора и короля Венгрии Карла I и его супруги Циты Бурбон-Пармской. Появился на свет в Пранжене, Швейцария, куда его семья переехала после изгнания из Австрии. В семье уже было пятеро детей: Отто, Аделаида, Роберт, Феликс, Карл Людвиг. Впоследствии родились ещё две дочери, Шарлотта и Елизавета.
Был назван в честь Рудольфа I. Отец Рудольфа умер, когда мальчику было три года.
Учился вместе со своими братьями и сестрами. Семья жила в Испании и Бельгии, а после начала Второй мировой войны переехала в Квебек, где он учился в Университете Лаваля. Далее они последовали в США и обосновались в штате Нью-Йорк.
В 1944 году он и его брат Карл Людвиг стали участниками австрийского сопротивления, но он был исключен в 1946 году после того, как стало известно о его монаршем происхождении. После войны он путешествовал по Америке, Канаде и Африке. Работал на Уолл-стрит.
Рудольф был женат дважды. Первой его женой стала русская дворянка графиня Ксения Чернышёва-Безобразова (1929—1968), дочь графа Сергея Александровича Чернышёва-Безобразова и Елизаветы Дмитриевны, урождённой графини Шереметевой. Свадьба состоялась 22 июня 1953 года в Tuxedo Park, штат Нью-Йорк. Ксения погибла в авиакатастрофе 20 сентября 1968 года. Рудольф получил многочисленные травмы, но выжил. В браке родилось четверо детей:
- Мария Анна (род. 1954) — вышла замуж за князя Петра Голицына (род. 1955), имеют шестерых детей:
  - княжна Ксения Петровна Голицына (род. 23 мая 1983) — вышла замуж за Альберто Матта-и-Майя (род. 1983) 23 сентября 2007 года. У них трое детей:
    - Лидия Матта-и-Голицын (род. 6 сентября 2011)
    - Дамиан Матта-и-Голицын (род. 12 августа 2013)
    - Феликс Матта-и-Голицын (род. 3 марта 2016)

  - княжна Татьяна Петровна Голицына (род. 16 августа 1984) — вышла замуж за Гильермо Сьерра-и-Урибе (род. 13 июня 1984) 29 апреля 2017 года. У них есть сын:
    - Константин Николас Сьерра (род. 1 октября 2019)

  - княжна Александра Петровна Голицына (род. 7 августа 1986) — вышла замуж за доктора Дмитрия Локтионова (род. 1989) 24 июля 2021 года.
  - княжна Мария Петровна Голицына (11 мая 1988 — 4 мая 2020) — вышла замуж за Риши Руп Сингха (род. 1978) 24 сентября 2017 года. Скоропостижно скончалась. У них есть сын:
    - Максим Вир Сингх (род. 10 февраля 2018)

  - князь Димитрий Петрович Голицын (род. 11 июня 1990) — женился на Александре Эвелин Поллитт (род. 1989) 11 июня 2017 года. У них есть дочь:
    - княжна Софья Димитровна Голицына (род. 2019)

  - князь Иоанн Теймураз Петрович Голицын (род. 27 мая 1992)
- Карл Петер (род. 1955) — женился в 1998 году на княжне Александре фон Вреде (род. 1970), двое детей:
  - Антония (род. 2000)
  - Лоренц (род. 2003)
- Симеон (род. 1958) — женился на принцессе Марии Бурбон-Сицилийской (род. 1967), пятеро детей:
  - эрцгерцог Иоганн Австрийский (род. 29 октября 1997)
  - эрцгерцог Людвиг Австрийский (род. 16 ноября 1998)
  - эрцгерцогиня Изабелла Австрийская (род. 14 сентября 2000)
  - эрцгерцогиня Шарлотта Австрийская (род. 16 января 2003)
  - эрцгерцог Филипп Австрийский (род. 15 января 2007)
- Иоганн Карл (1962—1975).

15 октября 1971 года женился во второй раз на княжне Анне Габриэле фон Вреде (род. 1940). Свадьба прошла в Эллингене, Бавария. От брака родилась одна дочь:
- Екатерина Мария (род. 1972) — вышла замуж в 1998 году за графа Максимилиана Секко ди Арагон (род. 1967), трое детей.
  - Константин Секко ди Арагон(род. 2000)
  - Никколо Секко ди Арагон (род. 2002)
  - Родольфо Секко ди Арагон (род. 2010)

Умер Рудольф 15 мая 2010 года в Брюсселе в возрасте 90 лет. В живых на тот момент оставались его старшие братья Отто и Феликс (оба скончались в 2011 году).

## Награды
— Орден Золотого Руна (Австро-Венгрия);